# Turku
Turku (fin. Turku, šved. Åbo) je treći po veličini grad u Finskoj i središte jugozapadnog dijela države. Stoga ga se naziva "Finskim vratima k Zapadu". Sjedište je okruga Uža ili Jugozapadna Finska. Turku je negdašnja prijestolnica Finske (1808. – 1812.). Najstariji je grad u Finskoj, osnovan je u 13. stoljeću. Danas je poznat po svojoj luci koja ima najveći promet u državi. 
Šire područje Turkua ima približno 250 tisuća stanovnika. U samom gradu živi njih gotovo 180 tisuća. 

## Porijeklo i značenje imena
Naziv grada na finskom potječe iz praslavenskog Trgu/tǔrgǔ što znači trg/trgovišće. Švedski naziv Obo znači naselje na rijeci, sastoji se od riječi o/å (rijeka) i bo/bo (gnijezdo, naselje).

## Zemljopis
Grad je smješten na krajnjem jugozapadu Finske u ravničarsko-brežuljkastom kraju na nadmorskoj visini od 0 do 50 m. Razvio se na ušću rijeke Aure u Baltičko more. Obala mu je jako razvijena, tu se nalaze dva otočja: Pargas i Oland. Rijeka Aura dijeli grad na zapadni i istočni dio koje spaja devet mostova. Prvi je izgrađen još 1414., ali je bio uništen. Najstariji od postojećih mostova potječe iz 1904. godine.  
Glavni grad Helsinki udaljen je od Turkua oko 170 km istočno, dok se Tampere, drugi po veličini grad Finske nalazi udaljen oko 160 km sjeveroistočno. Prijestolnica susjedne Švedske nalazi se na oko 250 km zračne udaljenosti od Turkua, preko mora.
Klima u Turkuu je oštra kontinentalna, ali ipak blaža nego u većem dijelu Finske, zbog južnijeg zemljopisnog položaja i priobalja. Kao i većina južne Finske Turku ima topla ljeta s temperaturama do 30 °C i relativno hladne zime s čestim snijegom. Najtopliji mjesec je srpanj s prosječnom temperaturom od 17 °C, a najhladniji je siječanj s prosječnom temperaturom od -6 °C. Prosječna godišnja temperatura je 5 °C. Godišnja količina padalina je 723 mm.

## Povijest
Turku je kroz povijest bio najveći finski grad i važno upravno središte te se područje oko grada danas naziva Uža Finska. U posljednja dva stoljeća Helsinki je preuzeo ulogu glavnog grada. 
Postoje arheološki nalazi još iz kamenog doba, ali je Turku postao značajno mjesto tek u 13. stoljeću. Dominikanski samostan osnovan je 1249. Katedrala u Turkuu posvećena je 1300. godine. Zajedno sa zamkom Turku, građenim 1280-ih godina, grad je postao najznačajnije naselje srednjovjekovne Finske. Postao je sjedište biskupije, kasnije nadbiskupije, koja je do 17. stoljeća pokrivala cijelu Finsku, koja je u to vrijeme bila pokrajina u okviru Švedske. Turku je bio u Hanzeatskom savezu. Prvo sveučilište na tlu Finske osnovano je ovdje 1640.
Nakon Finskog rata u kojemu je Švedska 1809. predala Finsku Rusiji, ruski car Aleksandar I. Romanov je premjestio glavni grad Velikog vojvodstva Finske iz Turkua u Helsinki, jer je Turku bio preblizu Švedskoj. Uredi vlade su konačno premješteni nakon velikog požara 1827., koji je gotovo potpuno uništio grad.
Osamostaljenjem Finske 1918. Turku postaje jedno od njenih glavnih središta. Turku je imao i zadržao dobre veze sa zapadnim zemljama, a posebno s obližnjim Stockholmom. Nakon Drugog svjetskog rata razvio se u suvremeni grad. Poslijeratni razvoj najviše se očitovao u širenju grada i predgrađa.
Nakon pada komunizma u SSSR-u mnoge istaknute ruske vođe su došle u Turku kako bi izučavali zapadnu poslovnu praksu, a među njima je bio i Vladimir Putin, tada gradonačelnik Sankt Peterburga.

## Stanovništvo
Prema podatcima iz rujna 2013. u samom gradu živi 181.569 žitelja, 252.468 uključujući šire gradsko područje odnosno 303.492 u cijelom pripadajućem mu metropolitanskom okružju.
Turku je, kao grad blizu Švedske, imao jak „švedski karakter“. Švedi su bili većinsko stanovništvo grada sve do kraja 19. stoljeća, kada su Finci postali brojniji. Od druge polovice 20. stoljeća njihov broj je manji od 10% ukupnog stanovništva. Po posljednjim podacima predvladavaju etnički Finci (89,4%), značajan je udio Šveđana (5,2%), dok su ostalo useljenici. Od novijih useljenika posebno su brojni Rusi (1,3%).

## Galerija
- Srednjovjekovni dvorac u Turkuu, čija je gradnja započela oko 1280. godine
- Luteranska katedrala u Turkuu
- Park
- Prikaz raspetog Krista u dvorcu
- Umjetnost unutar dvorca
- Rijeka Aura protječe kroz Turku